# Cuencas costeras entre Aconcagua y Maipo
Las cuencas costeras entre el río Aconcagua y el río Maipo son las incluidas en el ítem 055 del inventario de cuencas de Chile. Nacen en las laderas poniente de la cordillera de la costa y desembocan en el Pacífico o, a menudo, en lagunas junto al mar.
A partir de la década de los años 1970 se ha ampliado el concepto de cuenca hasta entender, ya en los primeros años del siglo XXI, una cuenca hidrográfica en lo que respecta a su definición espacial y funcional, como la unidad geopolítica y socioeconómica más apropiada y racional para el desarrollo integrado de los recursos de tierras y aguas asociados a la vegetación y en conjunto con los usuarios de nivel local y regional.: 17 

Cuencas costeras entre Aconcagua y Maipo.

## Límites
Están ubicadas entre la divisoria de aguas con la cuenca del río Aconcagua, la divisoria de aguas con la cuenca del río Maipo, la divisoria de aguas de la cordillera de la Costa y el océano Pacífico.
Limita al norte con la cuenca del río Aconcagua y al oriente y sur con la cuenca del río Maipo.

## Población y regiones
Todas sus cuencas se encuentran dentro de la Región de Valparaíso, en su sector costero sur y tienen la particularidad de acoger en días de vacaciones a grandes cantidades de visitantes de las grandes ciudades adyacentes de la zona central de Chile y también extranjeros.

## Subdivisiones
La Dirección General de Aguas subdivide o reúne las cuencas de Chile acorde a las necesidades de estudio y gestión. Existen dos inventarios que han logrado ser aceptados como principales, el inventario de cuencas del Banco Nacional de Aguas (BNA) de 1978, de mayor uso, y el inventario de cuencas del Departamento de Administración de Recursos Hídricos (DARH) de 2014 de mejor cartografía que ha obligado a redefinir algunos límites, a veces con cambios mayores, pero también por algunas redefiniciones del concepto de subcuenca.
Bajo el BNA el código del ítem es 055 y con el DARH es 0504.
La subdivisión del BNA es como sigue:
| Cuenca | Sub- cuenca | Subsub- cuenca | Aguas                                                          | Área drenaje km² | Observaciones |
| ------ | ----------- | -------------- | -------------------------------------------------------------- | ---------------- | ------------- |
| 055    | 0550        | 05500          | Estero Marga-Marga                                             | 466              |               |
| 055    | 0551        | 05510          | Lago Penuelas                                                  | 321              |               |
| 055    | 0552        | 05520          | Costeras entre Estero Casablanca y Estero San Jerónimo (Incl.) | 970              |               |
| 055    | 0553        | 05530          | Estero del Rosario (Incl.) a Río Maipo                         | 550              |               |
| total: | 4           | 4              | Región: V (100%) / Tipo: Exorreica / Desemb.: O. Pacífico      | 2307             |               |

La disposición de cuencas en el inventario DARH es la siguiente:
| Código | Nombre                                           | Código en mapa                                   | Tipología de cuenca                              | Vertiente de cuenca                              | Origen de cuenca                                 | Temperatura media anual (C°)                     | Temperatura máxima (C°)                          | Temperatura mínima (C°)                          | Precipitación anual (mm)                         | Número de estaciones fluviométricas              | Número de estaciones pluviométricas              | Área (km²)                                       |
| ------ | ------------------------------------------------ | ------------------------------------------------ | ------------------------------------------------ | ------------------------------------------------ | ------------------------------------------------ | ------------------------------------------------ | ------------------------------------------------ | ------------------------------------------------ | ------------------------------------------------ | ------------------------------------------------ | ------------------------------------------------ | ------------------------------------------------ |
| ...    |                                                  |                                                  |                                                  |                                                  |                                                  |                                                  |                                                  |                                                  |                                                  |                                                  |                                                  |                                                  |
| 0504   | Cuencas Costeras entre Río Aconcagua y Río Maipo | Cuencas Costeras entre Río Aconcagua y Río Maipo | Cuencas Costeras entre Río Aconcagua y Río Maipo | Cuencas Costeras entre Río Aconcagua y Río Maipo | Cuencas Costeras entre Río Aconcagua y Río Maipo | Cuencas Costeras entre Río Aconcagua y Río Maipo | Cuencas Costeras entre Río Aconcagua y Río Maipo | Cuencas Costeras entre Río Aconcagua y Río Maipo | Cuencas Costeras entre Río Aconcagua y Río Maipo | Cuencas Costeras entre Río Aconcagua y Río Maipo | Cuencas Costeras entre Río Aconcagua y Río Maipo | Cuencas Costeras entre Río Aconcagua y Río Maipo |
| 050400 | Estero Viña del Mar                              | 0                                                | Exorreica                                        | Pacífico                                         | Pluvial                                          | 13.8                                             | 24.5                                             | 5.2                                              | 515.7                                            | 1                                                | 1                                                | 472.1                                            |
| 050401 | Lago Peñuelas                                    | 0                                                | Exorreica                                        | Pacífico                                         | Pluvial                                          | 13.2                                             | 23.0                                             | 5.3                                              | 611.8                                            | 0                                                | 2                                                | 321.3                                            |
| 050402 | Estero Casablanca                                | 0                                                | Exorreica                                        | Pacífico                                         | Pluvial                                          | 13.9                                             | 25.1                                             | 5.0                                              | 556.3                                            | 0                                                | 2                                                | 695.4                                            |
| 050403 | Estero San Jerónimo                              | 0                                                | Exorreica                                        | Pacífico                                         | Pluvial                                          | 14.7                                             | 25.5                                             | 6.1                                              | 572.6                                            | 0                                                | 0                                                | 272.6                                            |
| 050404 | Estero el Totoral                                | 0                                                | Exorreica                                        | Pacífico                                         | Pluvial                                          | 15.1                                             | 26.5                                             | 6.2                                              | 536.2                                            | 0                                                | 1                                                | 296.5                                            |
| 050405 | Estero Cartagena                                 | 0                                                | Exorreica                                        | Pacífico                                         | Pluvial                                          | 15.9                                             | 27.6                                             | 6.8                                              | 494.8                                            | 1                                                | 0                                                | 256.6                                            |
| ...    |                                                  |                                                  |                                                  |                                                  |                                                  |                                                  |                                                  |                                                  |                                                  |                                                  |                                                  |                                                  |

## Hidrología

### Red hidrográfica
De norte a sur son las siguientes:
- Estero Marga-Marga, que desemboca en Viña del Mar,

- Estero Quilpué
- Laguna Sausalito

- Estero El Sauce, que desemboca en Laguna Verde,

- Tranque Las Cenizas
- Tranque La Invernada
- Laguna La Luz
- Lago Peñuelas (Anexo:Flora y fauna en el lago Peñuelas)

- Estero Casablanca

- Humedal de Tunquén

- Estero San Jerónimo, que desemboca en el balneario de Algarrobo,
- Estero del Rosario, que desemboca en el balneario de El Tabo,

- Quebrada de Córdova

- Estero Cartagena, que desemboca entre los balnearios Cartagena y San Sebastián.

- Humedal de Cartagena

- Estero El Jote
- Laguna El Peral
- Estero Reñaca

### Caudal y régimen
Todos sus cauces son de origen pluvial.

### Humedales
- Humedal de Tunquén
- Humedal de Cartagena

### Glaciares
Debido a la baja altura de los cerros circundantes no hay glaciares.

## Clima

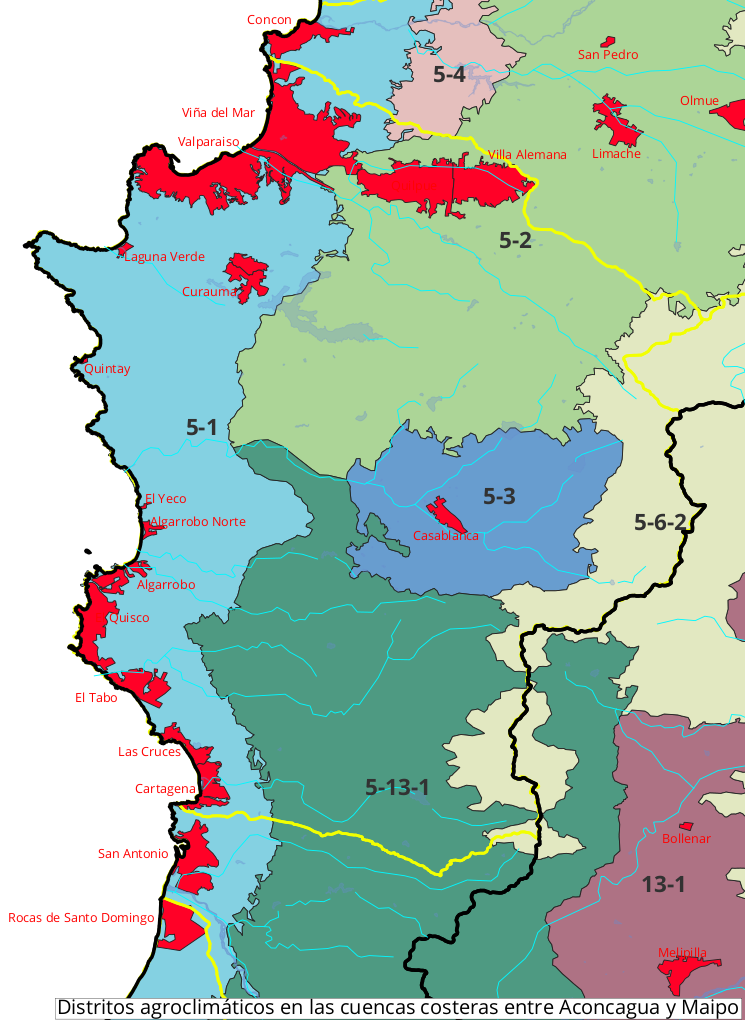
Distritos agroclimáticos en cuencas costeras entre Aconcagua y Maipo. La divisoria (amarillo) de aguas este de las cuencas, coincide con el límite regional (negro) entre Santiago y Valparaíso.

El Atlas agroclimático de Chile distingue 5 distritos agroclimáticos en la cuenca:
- 5-1  Templado cálido supratermal con régimen de humedad semiárido (Csb2Sa). La temperatura oscila entre un máximo de enero de 23,6 °C y un mínimo de julio de 7,4 °C. Tiene un promedio de 345 días consecutivos libres de heladas. En el año se registra un promedio de 0 heladas. El período de temperaturas favorables a la actividad vegetativa dura 12 meses. Registra anualmente 1.502 días grado y 129 horas de frío acumuladas hasta el 31 de julio. La precipitación media anual es de 374 mm y un período seco de 8 meses, con un déficit hídrico de 900 mm/año. El período húmedo dura 3 meses durante los cuales se produce un excedente hídrico de 69 mm.
- 5-2  Templado cálido supratermal con régimen de humedad semiárido (Csb2Sa).. La temperatura oscila entre un máximo de enero de 27,5 °C y un mínimo de julio de 5,4 °C. Tiene un promedio de 339 días consecutivos libres de heladas. En el año se registra un promedio de 5 heladas. El período de temperaturas favorables a la actividad vegetativa dura 12 meses. Registra anualmente 1.754 días grado y 351 horas de frío acumuladas hasta el 31 de julio. La precipitación media anual es de 429 mm y un período seco de 8 meses, con un déficit hídrico de 1.017 mm/año. El período húmedo dura 3 meses durante los cuales se produce un excedente hídrico de 96 mm.
- 5-3  Templado cálido supratermal con régimen de humedad semiárido (Csb2Sa). La temperatura oscila entre un máximo de enero de 27,6 °C y un mínimo de julio de 4,2 °C. Tiene un promedio de 339 días consecutivos libres de heladas. En el año se registra un promedio de 12 heladas. El período de temperaturas favorables a la actividad vegetativa dura 11 meses. Registra anualmente 1.677 días grado y 639 horas de frío acumuladas hasta el 31 de julio. La precipitación media anual es de 400 mm y un período seco de 8 meses, con un déficit hídrico de 1.017 mm/año. El período húmedo dura 3 meses durante los cuales se produce un excedente hídrico de 79 mm.
- 5-13-1  Templado cálido supratermal con régimen de humedad semiárido (Csb2Sa). La temperatura oscila entre un máximo de enero de 26,2 °C y un mínimo de julio de 5,4 °C. Tiene un promedio de 339 días consecutivos libres de heladas. En el año se registra un promedio de 5 heladas. El período de temperaturas favorables a la actividad vegetativa dura 12 meses. Registra anualmente 1.580 días grado y 399 horas de frío acumuladas hasta el 31 de julio. La precipitación media anual es de 354 mm y un período seco de 8 meses, con un déficit hídrico de 983 mm/año. El período húmedo dura 2 meses durante los cuales se produce un excedente hídrico de 39 mm.
- 5-6-2  Templado cálido supratermal con régimen de humedad semiárido (Csb2Sa). La temperatura oscila entre un máximo de enero de 30,1 °C y un mínimo de julio de 5,3 °C. Tiene un promedio de 273 días consecutivos libres de heladas. En el año se registra un promedio de 5 heladas. El período de temperaturas favorables a la actividad vegetativa dura 9 meses. Registra anualmente 1.840 días grado y 448 horas de frío acumuladas hasta el 31 de julio. La precipitación media anual es de 483 mm y un período seco de 8 meses, con un déficit hídrico de 1.087 mm/año. El período húmedo dura 3 meses durante los cuales se produce un excedente hídrico de 95 mm.

## Balance hídrico

Brecha hídrica en 25 importantes cuencas de Chile.

Para tener una aproximación a nivel de cuenca (casos locales no están reflejados) del consumo comparado con la disponibilidad de agua, se define como:
Siguiendo intrincadas definiciones del consumo y la demanda que consideran aguas superficiales, subterráneas, flujos mínimos de sustentabilidad, y consumos que no son devueltos al cauce original, todo ello según normas de organizaciones internacionales, se han clasificado los resultados en cuatro casos:: 29 
- Brecha hídrica alta, se consume más del 40% del agua disponible: existe fuerte demanda del recurso hídrico que requiere regular su uso para no afectar el desarrollo económico.
- Brecha hídrica media, se consume entre el 20% y el 40% del agua disponible: existe presión sobre el recurso hídrico que debe ser ordenada, establecer prioridades, optimizar su uso y proteger los ecosistemas.
- Brecha hídrica moderada, se consume entre 10% y 20% del agua disponible: la disponibilidad del elemento esta condicionando el desarrollo económico.
- Brecha hídrica baja, se consume entre 0% y 10% del agua disponible: No se conocen presiones importantes sobre el recurso hídrico.

Aplicada esta clasificación a las cuencas entre Aconcagua y Maipo, el estudio estima una brecha hídrica alta con un uso del 44% del agua disponible.: 80 